# Розалиевка
Розалие́вка (укр. Розалії́вка) — село, входит в Белоцерковский район Киевской области Украины.
Население по переписи 2001 года составляло 750 человек. Телефонный код — .

## Местный совет
09144, Киевская обл., Белоцерковский р-н, с. Розалиевка, ул. Кирова, 71а

## Известные уроженцы
- Голубев, Архип Тихонович (1910—1987) — советский военачальник, генерал-полковник.